# Ачемян, Геворк Вардгесович
Ачемян, Геворк Вардгесович (арм. Գևորգ Վարդգեսի Աճեմյան, 5 марта 1923 года, Баку — 9 апреля 1998 года, Ереван) — армянский советский музыкант-скрипач и музыкальный педагог. Народный артист Армянской ССР (1977).

## Биография
В 1951 году окончил Ереванскую консерваторию. С 1951 по 1998 год преподавал в Ереванской музыкальной школе им. П. И. Чайковского.
В 1958 году организовал ансамбль молодых скрипачей (с 1970 года — скрипачи армянского телевидения и радио, с 1998 года имени Ачемяна) и стал его художественным руководителем. В репертуар ансамбля вводил произведения западноевропейских, русских и армянских композиторов.

## Личная жизнь
Жена Анаит Ачемян — скрипач, профессор Ереванской государственной консерватории им. Комитаса
Дочь Анна Ачемян — пианистка.

## Память

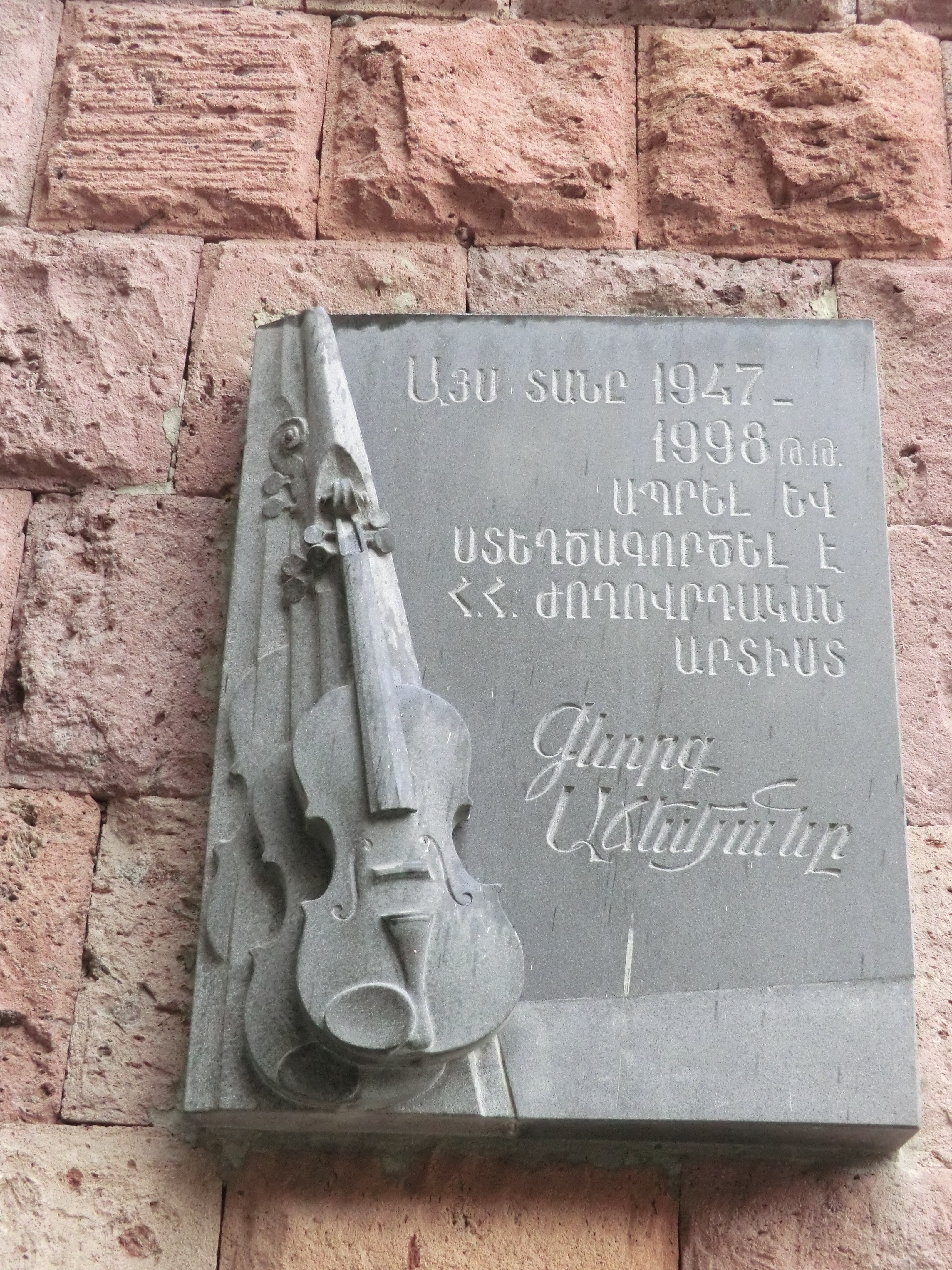
ул. Казара Парпеци, 17/3

Мемориальная доска в Ереване (ул. Казара Парпеци, 17/3)